# Andrew Marshall
Andrew Charles Marshall (nascido em 24 de agosto de 1973) é um jogador inglês de golfe profissional. Quase perdeu o corte no BMW International Open 2012, até fazer dois birdies nos buracos 15 e 16 e um hole in one no buraco 17 e ganhou um BMW 640i Gran Coupé avaliado em mais de oitenta mil euros.

## Vitórias profissionais

### Títtulos do PGA EuroPro Tour
- 2005 – PartyPoker.com Classic
- 2015 – The Wealth Design Invitational

### Títulos do MENA Golf Tour
- 2016 – Shaikh Maktoum Dubai Open

## Resultados nos torneios Majors
| Torneio               | 2005 | 2006 |
| --------------------- | ---- | ---- |
| Masters Tournament    | DNP  | DNP  |
| U.S. Open             | DNP  | DNP  |
| The Open Championship | T48  | CUT  |
| PGA Championship      | DNP  | DNP  |

DNP = não participou

CUT = perdeu o corte

"T" = empate